# Камышев, Сергей Алексеевич
Сергей Алексеевич Камышев (укр. Сергій Олексійович Камишев; 8 апреля 1956, Днепропетровск, Украинская ССР — 14 февраля 2021, КНР) — украинский дипломат. Чрезвычайный и Полномочный Посол Украины в КНР (2004—2009) и (2019—2021).

## Биография
Родился 8 апреля 1956 года в Днепропетровске. Окончил экономический факультет Донецкого университета (1977), Дипломатическую академию МИД РФ (1993).
- С 1994 года — первый секретарь отдела мировых и европейских организаций Управления международного экономического и научно-технического сотрудничества МИД Украины .
- В 1994 по 1998 годы — первый секретарь, советник посольства Украины в Египте[3] .
- В 1998 году — Временный поверенный в делах Украины в Сирии по совместительству.
- С 1998 по 2001 год — советник-посланник, Временный поверенный в делах Украины в Ливане .
- С 19 марта 2004 по 3 июня 2009 года — Чрезвычайный и Полномочный Посол Украины в Китайской Народной Республике[4][5].
- С 2 ноября 2004 по 3 июня 2009 года — Чрезвычайный и Полномочный Посол Украины в Монголии по совместительству[6][5].
- В 2009—2010 годах — директор Департамента консульской службы МИД Украины.
- С 29 марта 2010 по 15 апреля 2011 года — заместитель министра Кабинета Министров Украины[7][8].
- С 11 апреля 2011 по 1 апреля 2014 года — заместитель руководителя Секретариата Кабинета Министров Украины[9][10][11].
- В 2019 году работал советником главы Офиса Президента Украины.
- С 18 декабря 2019 по 14 февраля 2021 года — Чрезвычайный и Полномочный Посол Украины в Китае[12][13].

Умер 14 февраля 2021 года от обширного инфаркта. Новый посол Украины в Китае был назначен только в апреле 2023 года.

## Звание
Дипломатический ранг: Чрезвычайный и Полномочный Посланник 2-го и 1-го класса. Чрезвычайный и Полномочный Посол.